# 國府大佛
36°13′14″N 137°12′42″E / 36.220630°N 137.211621°E
國府大佛為位於日本岐阜縣高山市（舊吉城郡國府町）之大佛。岐阜縣指定為重要文化財。

## 特徵
為木製阿彌陀佛大佛。
像高2.0m。大佛歸為小部類。
製作於平安時代，可以窺見到天平時代之特徵。不過，佛像有相當多破損處須修復，原型結構被留下來的也不多。關於佛像，一説由奈良時代行基所製作。

## 所在地
- 日本岐阜縣高山市國府町木曾垣内公民館前。

## 參觀諸元
1. 營業時間：隨時。
2. 營業期間：整年
3. 休假日：全年無休。
4. 參觀費：免費。
5. 停車場：有。
6. 停車費：免費。
7. 可否携帯電話：可。
8. PHS通話：圏外。